# Jean-Robert Ango
Jean-Robert Ango (Francia, 1710 – Roma, dopo il 16 Agosto 1773) è stato un pittore francese.
Ango fu attivo a Roma dal 1759 al 1772. Non si sa nulla sulle sue origini, sul suo luogo di nascita, sui suoi primi anni di vita, sul suo maestro o su come sia arrivato dalla Francia a Roma.
L'interesse per Ango è stato riacceso sul finire del XX secolo, quando quattro album di disegni di Ango furono acquistati ed esposti dal Copper Hewitt National Design Museum, Smithsonian Institution. Questi disegni sono preziosi in quanto registrano lo stato dei dipinti e delle sculture a Roma alla fine del XVIII secolo.
La maggior parte delle informazioni biografiche su Ango ci arrivano attraverso il suo amico Jean-Antoine Julien , un pittore francese. Nella sua autobiografia, Julien stabilì che Ango era già a Roma nel novembre 1760.
Il primo mecenate di Ango fu Jean-Claude Richard de Saint-Non, mentre il secondo e unico altro mecenate fu Jacques Laure Le Tonnelier, le Bailli Breteuil (1723-1785). I quattro album di Ango a New York una volta appartenevano a quest'ultimo.
Un disegnatore provetto, Ango è descritto da Julien anche come pittore, e si registrano infatti quattro dipinti firmati dal francese. Tuttavia, l'opera di Ango che è arrivata giorni nostri consiste interamente di disegni. La maggior parte di questi riproducono altri dipinti, sculture e decorazioni importanti site in chiese e palazzi romani; tuttavia, alcuni disegni attestano una conoscenza di Napoli. Il 18 marzo 1761, infatti, Ango e Jean-Honoré Fragonard ottennero il permesso di disegnare copie della collezione nella galleria di Capodimonte, a Napoli. Molti dei disegni di Ango sono copie di dipinti e sculture degli antichi maestri, come quello di un dipinto sconosciuto di Guercino e della tomba di Ferdinand van den Eynde del Duquesnoy . In alcuni casi, le sue copie sono dopo alcuni artisti contemporanei, e ha anche rielaborato contro-prove di disegni.
Pierre Rosenberg descrisse gli ultimi anni di Ango a Roma come mezzo paralizzato, probabilmente da un ictus. Infatti, nel 1772, in una lettera inviata al pittore fiammingo Andries Cornelis Lens, Julien, contemporaneo di Ango, fa riferimento a un attacco di apoplessia che lasciò Ango semiparalizzato (il termine apoplessia una volta si riferiva a quello che oggi è definito come ictus). Ango contava sulla vendita dei suoi dipinti come solo mezzo di sussistenza. L'infarto lo ridusse a vivere di carità, facendo l'elemosina nelle strade.

Galleria
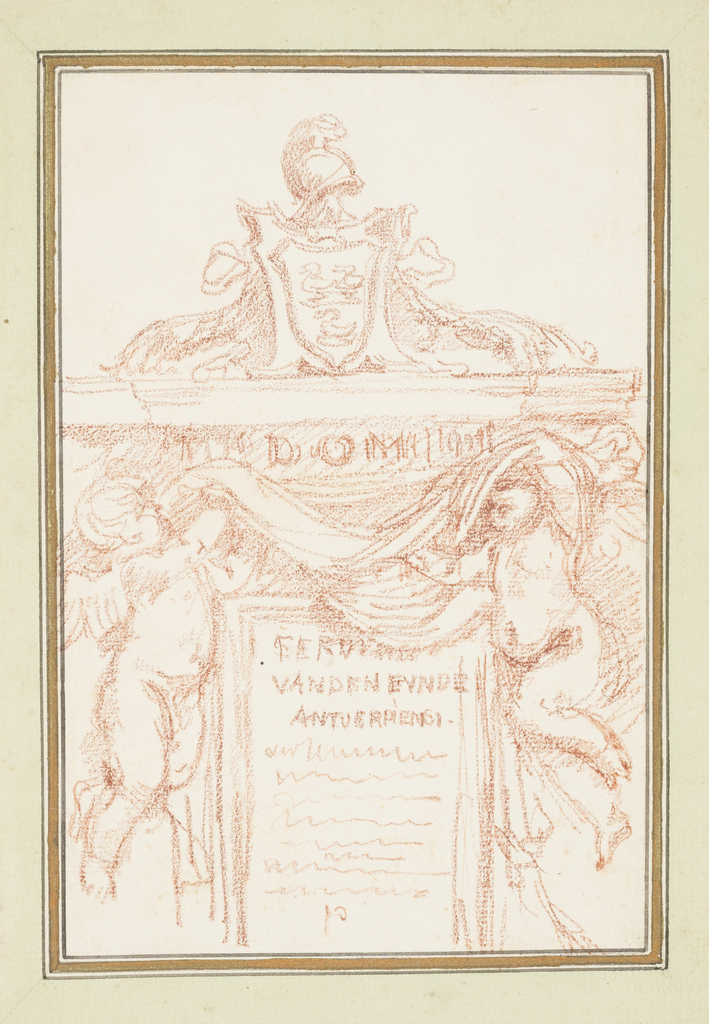
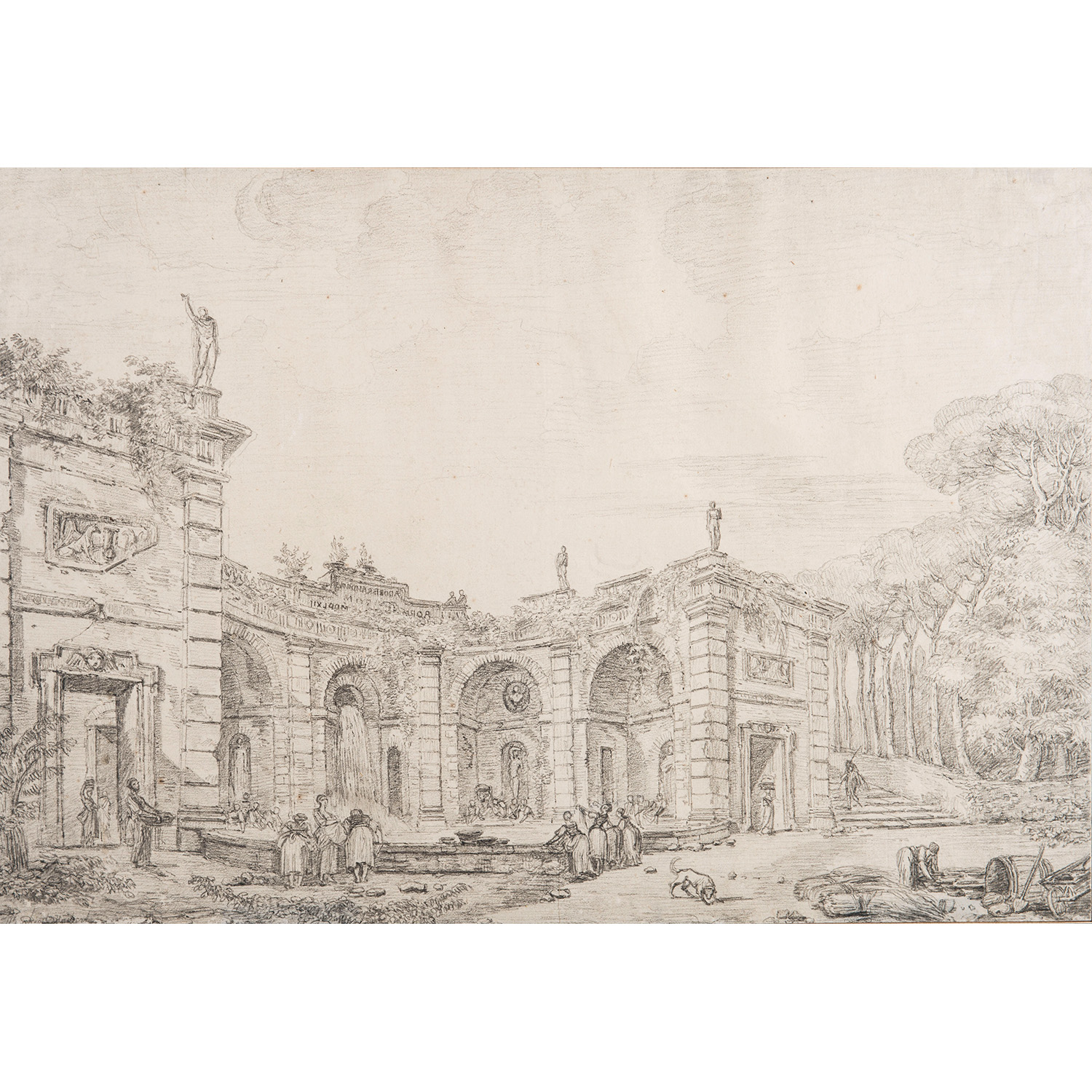
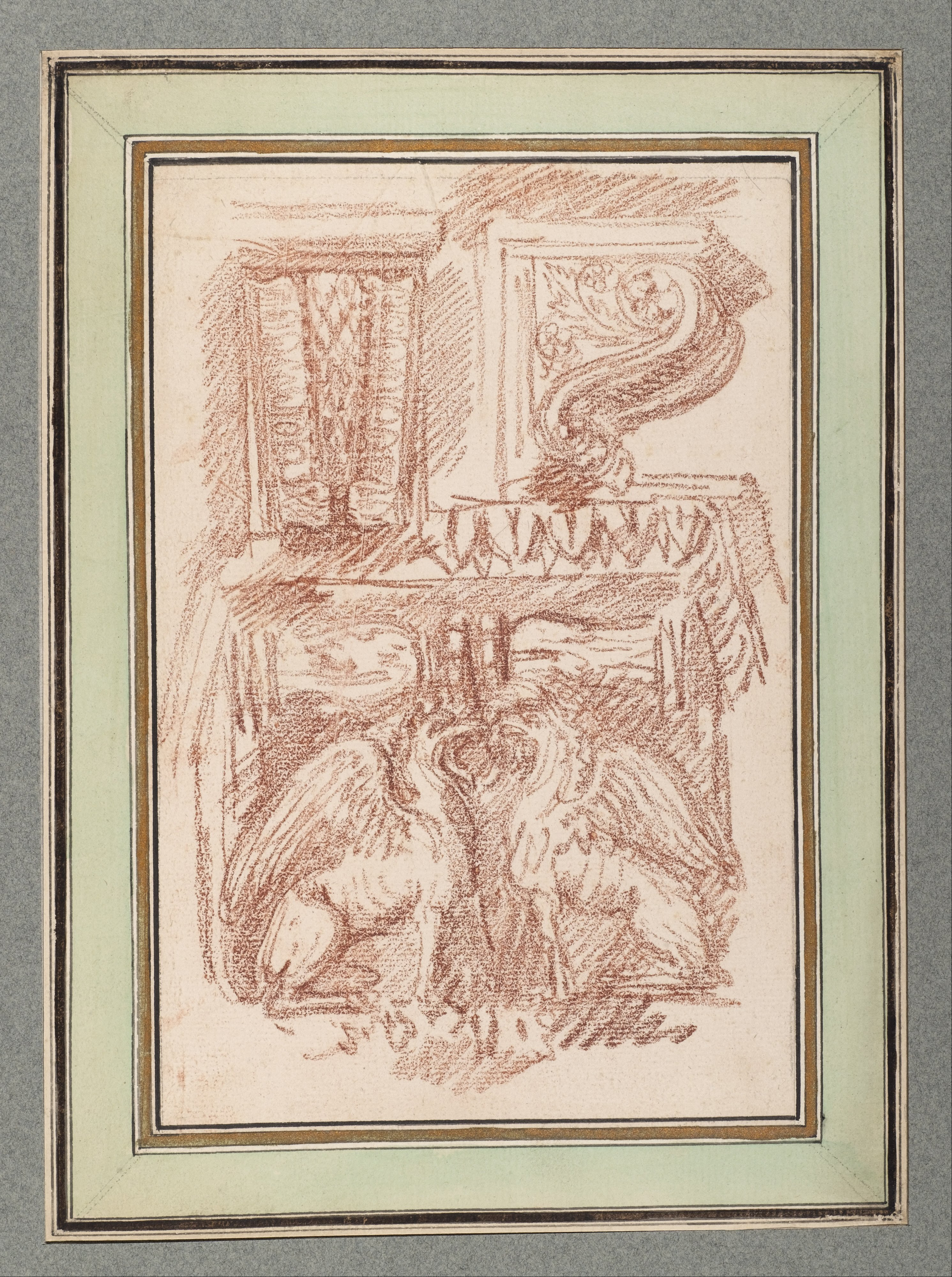
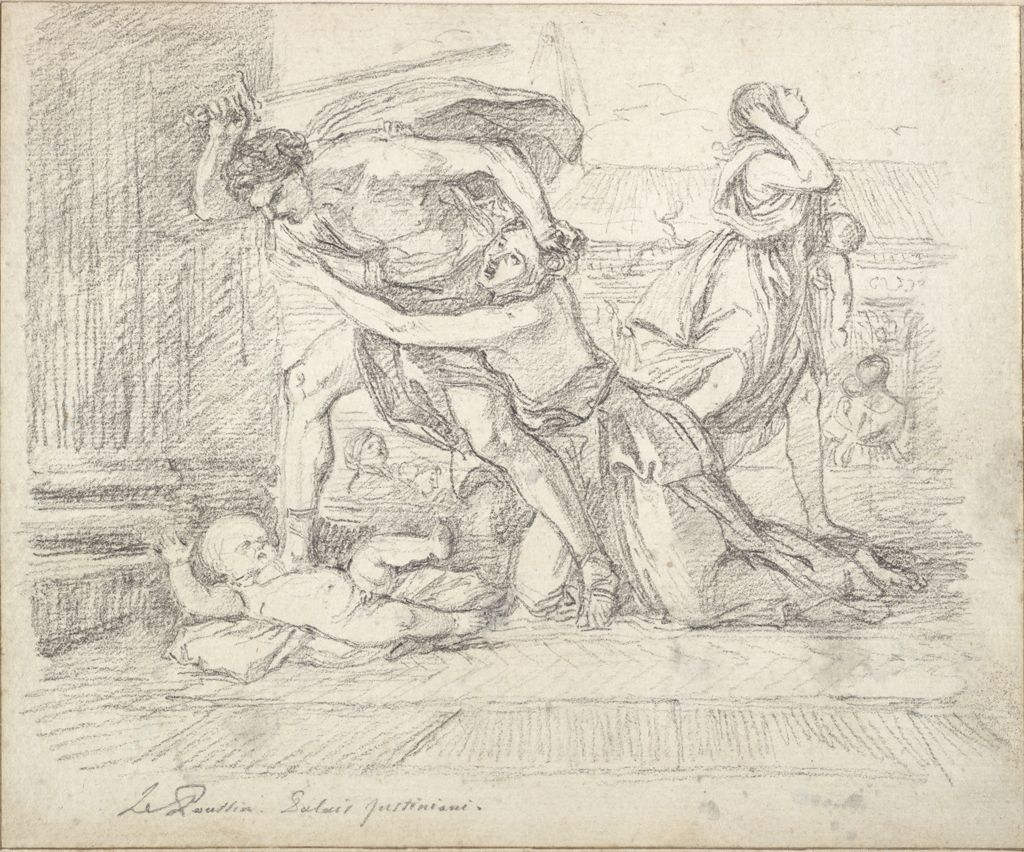
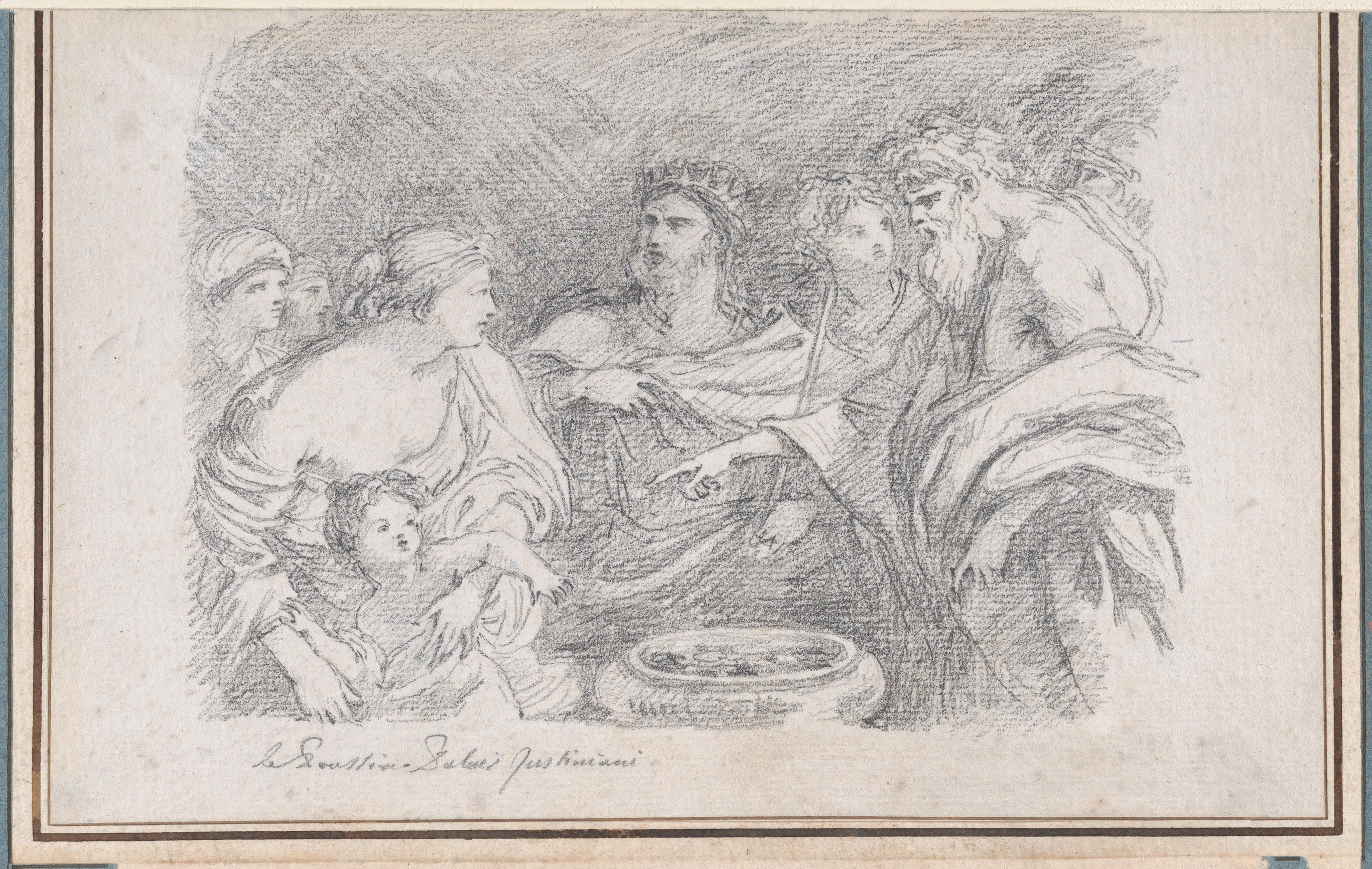